# 固陽県

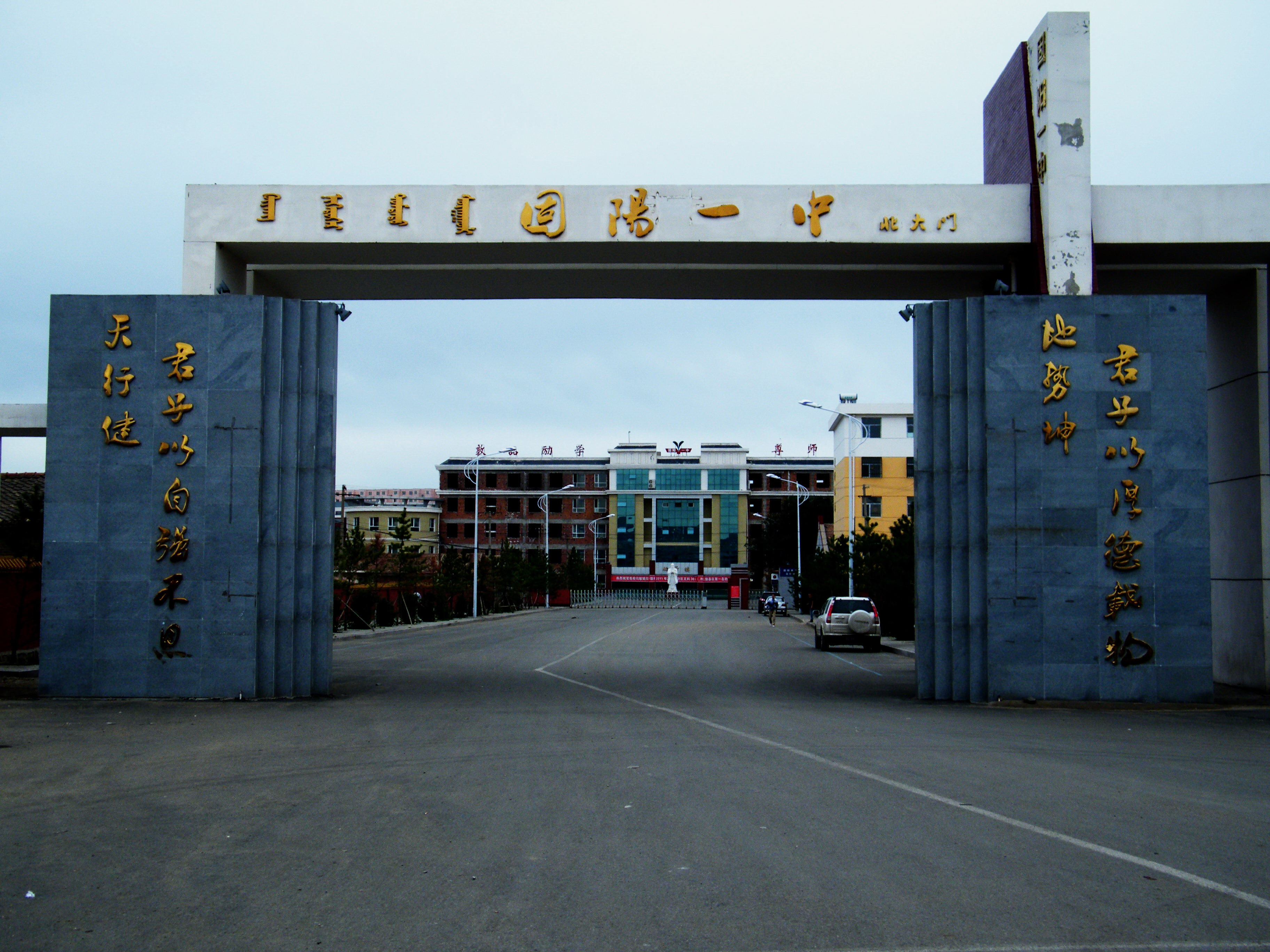

固陽県（こよう-けん、モンゴル語：ᠭᠦᠶᠡᠩ
ᠰᠢᠶᠠᠨ）は、中華人民共和国内モンゴル自治区包頭市に位置する県。

## 行政区画
6鎮を管轄：
- 鎮：金山鎮、西斗鋪鎮、下湿壕鎮、銀号鎮、懐朔鎮、興順西鎮